# Gustavo Nielsen

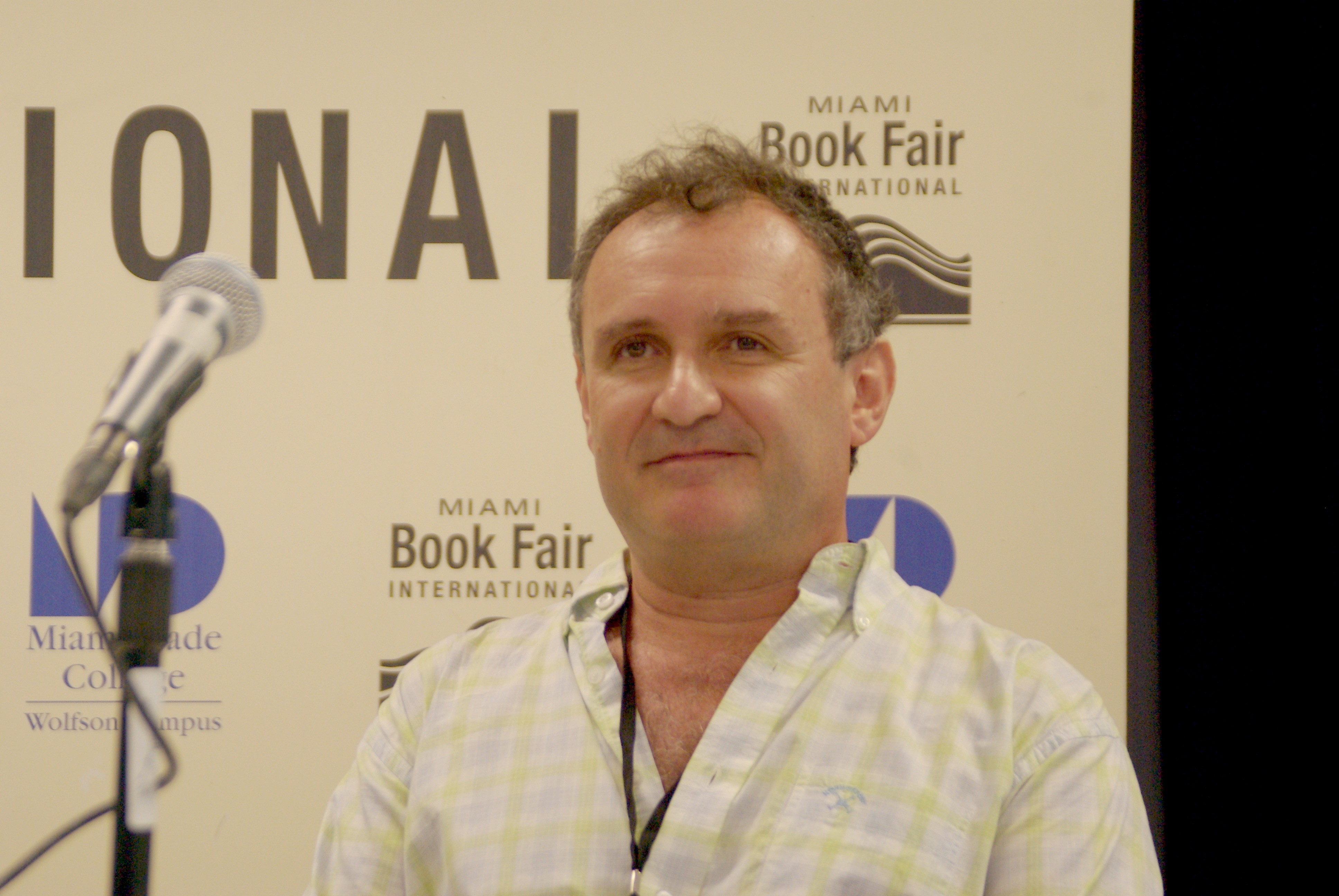
Gustavo Nielsen

Gustavo Nielsen (* 1962 in Buenos Aires) ist ein argentinischer Architekt und Schriftsteller.

## Architekt
Nielsen studierte u. a. Architektur an der Universität seiner Heimatstadt und konnte dieses Studium auch erfolgreich abschließen. Anschließend arbeitete er in diesem Beruf für verschiedene Auftraggeber; verschiedene – von ihm entworfene Bauwerke – sind in den Städten Córdoba, San Luis und Montevideo (Uruguay) zu sehen. Dabei arbeitete er u. a. mit Kollegen wie Ramiro Gallardo und Max Zolkwer zusammen. 

## Holocaust-Mahnmal
2014 erklärte die argentinische Regierung, dass sie Nielsens Entwurf, den er 2008 zusammen mit Sebastián Marsiglia vorgelegt hatte, noch im Jahre 2014 umsetzen wolle.

## Schriftsteller
Nach Jahren literarischer Versuche, konnte Nielsen 1994 mit der Anthologie „Playa quemada“ (Erzählungen) erfolgreich debütieren. Nachdem er mit weiteren Veröffentlichungen diesen Erfolg wiederholen konnte, lebt er nun als freier Schriftsteller in seiner Heimatstadt.

## Werke
Romane
- El amor enfermo. Novela. Aguilar, Buenos Aires 2000, ISBN 950-511-580-6.
- Auschwitz. Novela. Aguilar, Buenos Aires 2004, ISBN 987-04-0014-0.
- La flor azteca. Novela. Editorial Planeta, Buenos Aires 1997, ISBN 950-742-802-X.

Erzählungen
- La fe cíegas. Cuentos. Páginas de Espuma, Madrid 2009, ISBN 978-84-8393-023-6.
- Marvin. Cuentos. Aguilar, Buenos Aires 2003, ISBN 950-511-838-4.
- Playa quemada. Cuentos. Aguilar, Buenos Aires 1994, ISBN 950-511-157-6.